# Emanuele Sella (economista)
Emanuele Sella (Valle Mosso, 3 febbraio 1879 – Milano, 5 ottobre 1946) è stato un economista italiano.

## Biografia
Nato nel 1879 a Valle Mosso nell'odierna provincia di Biella, insegnò economia politica alle università di Perugia, Sassari, nel 1915 a Cagliari, nel 1921 a Parma, Messina e dal 1924 all'Università di Genova. 
In economia ebbe idee liberali anche se anticipò di vent'anni le critiche allo stesso sistema. Fu rettore dell'Università di Genova dal 30 agosto al 30 settembre 1943 tra la caduta del fascismo e la nascita della Repubblica Sociale Italiana e protettore della stessa università dal 1º giugno 1945 al 7 marzo 1946 poco dopo la liberazione. Morì nell'ottobre dello stesso anno a Milano a 67 anni d'età.
Fu iniziato in Massoneria l'otto gennaio 1908 nella loggia Francesco Guardabassi di Perugia, appartenente al Grande Oriente d'Italia.